# 天湖街道
天湖街道，是中华人民共和国安徽省宣城市宁国市下辖的一个乡镇级行政单位。街道为安置宁国港口湾水库移民而于2000年设立天湖镇，和毗邻的上海市军天湖农场社区形成宣州区内的飞地。

## 行政区划
天湖街道下辖以下地区：
天湖社区、马村、钱村、汤村和枫河村。